# Ascorhynchus seticauda
Ascorhynchus seticauda là một loài nhện biển trong họ Ascorhynchidae. Loài này thuộc chi Ascorhynchus. Ascorhynchus seticauda được miêu tả khoa học năm 1991 bởi Stock.